# Hrvoje Sunara
Hrvoje Sunara (Spalato, 4 agosto 1979) è un allenatore di calcio ed ex calciatore croato, di ruolo portiere.

## Carriera

### Giocatore

#### Club
Creciuto nelle giovanili dell'Hajduk Spalato ha debuttato in prima squadra il 21 febbraio 1999 partendo da titolare nella partita di campionato vinta 1-0 contro il NK Zagabria. Difende i pali della squadra croata nel vittorioso primo turno di Coppa UEFA 2003-2004 contro il Grasshoppers, nella partita di andata disputata a Zurigo e terminata per 1-1, si rivela il miglior giocatore della spedizione spalatina. Nella partita di ritorno si procura, in un duello con Mladen Petrić, un infortunio che gli costa il turno successivo contro la Roma dove viene sostituito da Zlatko Runje. Non trovando più spazio tra le file dei Majstori s mora si accasa per mezza stagione nel Hapoel Be'er Sheva (terminando così l'esperienza nell'Hajduk con la vittoria di 3 titoli in 24 partite ufficiali disputate) per poi far nuovamente ritorno in patria. Nel giugno del 2009, dopo due anni passati al Pomorac e uno al Slavonac CO, si trasferisce tra le file del neopromosso Karlovac. Conclusa l'esperienza nei Plavo-bijeli nel febbraio 2012 si accasa nel RNK Spalato.

### Allenatore
Nel gennaio 2020, sotto la guida del neo allenatore dell'Hajduk Spalato Igor Tudor, viene annunciato come nuovo preparatore dei portieri del club spalatino. 
Nel giugno 2021, con l'arrivo di Jens Gustafsson sulla panchina dei Bili, viene sostituito da Zlatko Runje.

## Statistiche

### Cronologia presenze e reti in nazionale
| Cronologia completa delle presenze e delle reti in nazionale ― Croazia under 21 | Cronologia completa delle presenze e delle reti in nazionale ― Croazia under 21 | Cronologia completa delle presenze e delle reti in nazionale ― Croazia under 21 | Cronologia completa delle presenze e delle reti in nazionale ― Croazia under 21 | Cronologia completa delle presenze e delle reti in nazionale ― Croazia under 21 | Cronologia completa delle presenze e delle reti in nazionale ― Croazia under 21 | Cronologia completa delle presenze e delle reti in nazionale ― Croazia under 21 | Cronologia completa delle presenze e delle reti in nazionale ― Croazia under 21 |
| Data                                                                            | Città                                                                           | In casa                                                                         | Risultato                                                                       | Ospiti                                                                          | Competizione                                                                    | Reti                                                                            | Note                                                                            |
| ------------------------------------------------------------------------------- | ------------------------------------------------------------------------------- | ------------------------------------------------------------------------------- | ------------------------------------------------------------------------------- | ------------------------------------------------------------------------------- | ------------------------------------------------------------------------------- | ------------------------------------------------------------------------------- | ------------------------------------------------------------------------------- |
| 23-3-2001                                                                       | Vinkovci                                                                        | Croazia under 21                                                                | 0 – 0                                                                           | Lettonia under 21                                                               | Qual. Europeo Under-21 2002                                                     | -                                                                               |                                                                                 |
| 24-4-2001                                                                       | Čakovec                                                                         | Croazia under 21                                                                | 2 – 2                                                                           | Grecia under 21                                                                 | Amichevole                                                                      | -2                                                                              |                                                                                 |
| 31-8-2001                                                                       | Paisley                                                                         | Scozia under 21                                                                 | 1 – 1                                                                           | Croazia under 21                                                                | Qual. Europeo Under-21 2002                                                     | -1                                                                              |                                                                                 |
| 5-10-2001                                                                       | Velika                                                                          | Croazia under 21                                                                | 1 – 0                                                                           | Belgio under 21                                                                 | Qual. Europeo Under-21 2002                                                     | -                                                                               | 25’                                                                             |
| Totale                                                                          |                                                                                 | Presenze                                                                        | 4                                                                               |                                                                                 | Reti                                                                            | -3                                                                              |                                                                                 |

## Palmarès

### Giocatore

#### Competizioni nazionali
- Campionato croato: 1

Hajduk Spalato: 2003-2004
- Coppa di Croazia: 2

Hajduk Spalato: 1999-2000, 2002-2003